# Марьяновка (Новониколаевский район)
Марья́новка (укр. Мар'янівка) — село,
Терсянский сельский совет,
Новониколаевский район,
Запорожская область,
Украина.
Код КОАТУУ — 2323686608. Население по переписи 2001 года составляло 109 человек.

## Географическое положение
Село Марьяновка находится на правом берегу реки Верхняя Терса,
выше по течению на расстоянии в 2 км расположено село Терновка,
ниже по течению на расстоянии в 4 км расположен пгт Новониколаевка,
на противоположном берегу — село Нововикторовка.
Рядом проходят автомобильные дороги Т-0408 и Н-15.